# Сражение при Андрасосе
Сражение при Андрасосе (греч. Μάχη της Ανδράσσου) или Сражение на перевале Килиндрос — одно из сражений во время арабо-византийских войн, произошедшее в 960 году на горном перевале в горах Тавр. Византийская армия под командованием Льва Фоки Младшего разгромила арабские войска эмира Алеппо Сейфа ад-Даулы.

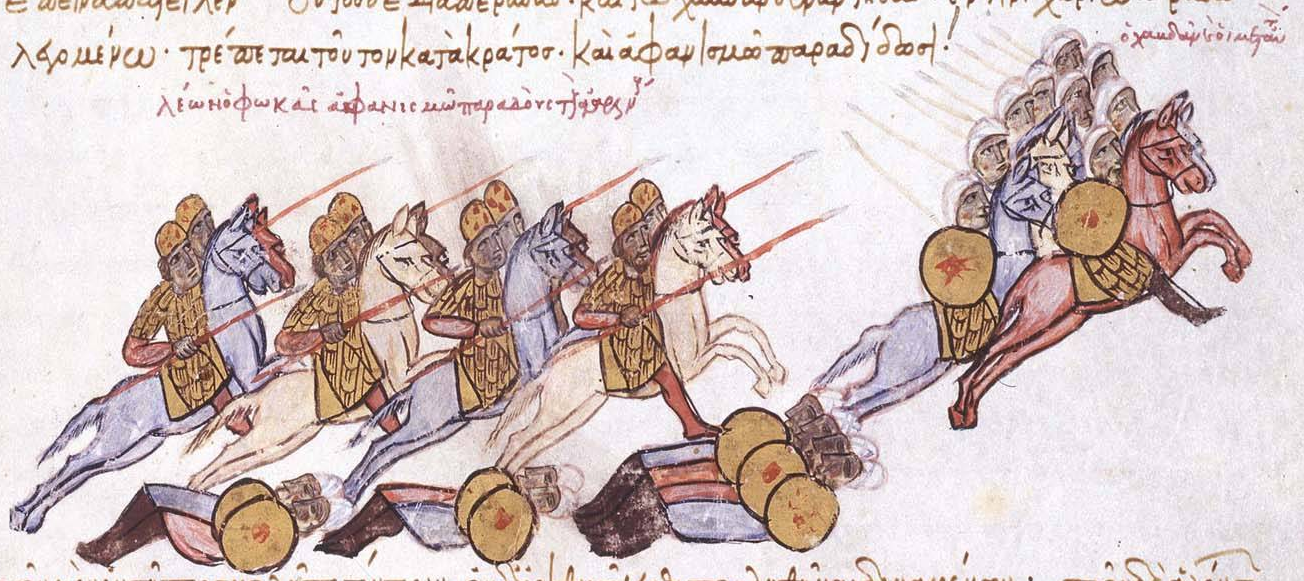
Конница Льва Фоки преследует разбитых при Андрасосе арабов. Миниатюра из Иоанна Скилицы

Доместик Востока Никифор Фока во главе большого войска отправился отвоевывать Крит. Воспользовавшись отсутствием его войск на восточном пограничье, эмир Алеппо Сейф ад-Даула во главе армии в тридцать тысяч человек вторгся в Малую Азию, захватив крепость Харсианон и разграбив окрестные земли. Никифор послал против него своего младшего брата Льва Фоку. Лев Фока решил устроить засаду на перевале Килиндрос в восточной части гор Тавр, поджидая возвращавшихся после набега арабов. Небольшая армия заняла узкий перевал. Кроме того, византийцы заняли местную крепость и укрылись на склонах перевала.
8 ноября 960 года армия Сейфа ад-Даулы начала двигаться через перевал. По словам Льва Диакона, «они толпились в узком коридоре, нарушая строй, и были вынуждены преодолевать самые крутые участки, как могли». Когда вся армия, включая обоз и пленных, вошла в проход, Лев Фока дал сигнал к атаке. При звуках труб византийские солдаты с криками бросились на вражескую колонну, сбрасывая на неё со склонов камни и стволы деревьев. В последовавшем сражении арабы были разгромлены, и большая их часть захвачена в плен. Самому эмиру едва удалось спастись; из большого похода, который он возглавлял, Сайф ад-Даула вернулся в Алеппо всего с тремястами всадниками. 
Христианские пленники были освобождены, и возвращена захваченная добыча. Лев Фока привез добычу и пленных арабов в Константинополь, где отпраздновал триумф на ипподроме. Воспользовавшись ослаблением своего врага, Никифор в 962 году вторгся в Киликию и опустошил земли эмирата, разрушив также столицу Алеппо, за исключением цитадели.